# Gymnogeophagus tiraparae
Gymnogeophagus tiraparae är en fiskart som beskrevs av González-bergonzoni, Loureiro och Ramona Oviedo Prieto 2009. Gymnogeophagus tiraparae ingår i släktet Gymnogeophagus och familjen Cichlidae. Inga underarter finns listade i Catalogue of Life.